# Arsenur de gal·li

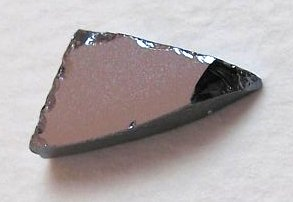
Cristall d'arsenur de gal·li.

L'arsenur de gal·li  (GaAs) és un compost de gal·li i arsènic. És un important semiconductor i es fa servir per fabricar dispositius com circuits integrats a freqüències de microones, díodes d'emissió infraroja, díodes làser i cèl·lules fotovoltaiques.

## GaAs en tecnologies d'altes freqüències
La massa efectiva de la càrrega elèctrica del GaAs tipus N dopat és menor que en el silici del mateix tipus, de manera que els electrons en GaAs s'acceleren a majors velocitats, trigant menys a creuar el canal del transistor. Això és molt útil en altes freqüències, ja que s'arribarà a una freqüència màxima d'operació més gran.
Aquesta possibilitat i necessitat de treballar amb circuits que permetin actuar a majors freqüències té el seu origen en les indústries de defensa: espacial, en radar, en comunicacions segures i en sensors. Després del desenvolupament per part de programes federals, aviat el GaAs es va estendre als nous mercats comercials, com xarxes d'àrea local sense fils (WLAN), sistemes de comunicació personal (PCS), transmissió en directe per satèl·lit (DBS), transmissió i recepció pel consumidor, sistema de posicionament global (GPS) i comunicacions mòbils. Tots aquests mercats requerien treballar a freqüències altes i poc ocupades que no podien assolir amb silici ni germani.
A més a més, això ha afectat la filosofia de fabricació de semiconductors, emprant-se ara mètodes estadístics per a controlar la uniformitat i assegurar la millor qualitat possible sense afectar greument el cost. Tot això va possibilitar també la creació de noves tècniques de transmissió digital a més gran potència de radiofreqüència i amplificadors de baixa tensió/baix voltatge per maximitzar el temps d'autonomia en dispositius alimentats per bateries.

### GaAs vs. Si i Ge
Les propietats físiques i químiques del GaAs compliquen el seu ús en la fabricació de transistors, ja que és un compost binari amb una conductivitat tèrmica menor i un major coeficient d'expansió tèrmica (CET o CTE), mentre que el silici i el germani són semiconductors elementals. A més, els errors en dispositius basats en GaAs són més difícils d'entendre que aquells en el silici i poden resultar més cars, en ser el seu ús molt més recent.
Però comparant la relació qualitat i preu, el valor afegit del GaAs compensa els costos de fabricació, a part que els mercats indicats estan en continu creixement, que demanen aquesta tecnologia que permeti majors freqüències, cosa que ajudarà a abaratir costos.

## Seguretat
S'han fet informes sobre els aspectes sobre la salut i els de seguretat de les fonts de l'arsenur de gal·li com són el trimetilgal·li i l'arsènic. Califòrnia llista l'arsenur de gal·li com carcinogen.